# Acir Guimarães
Acir Guimarães (Curitiba,  7 de maio de 1896 - Curitiba, 28 de fevereiro de 1948) foi um jornalista e político brasileiro. Foi deputado estadual do Paraná entre 1935 e 10 de novembro de 1937 e deputado federal pelo Paraná entre 28 de outubro de 1946 e 28 de fevereiro de 1948.

## Biografia
Filho do General Theodorico Gonçalves Guimarães e de Stella Ticoulatt Guimarães, era neto de Manuel Antônio Guimarães (Visconde de Nácar) e irmão do político Alô Ticoulat Guimarães.
Fez os estudos secundários no Ginásio Paranaense e iniciou o curso superior de Engenharia na Universidade do Paraná (atual UFPR), porém, não chegou a concluir.
Um 1913, publicou o conto "Sinfonia do amor", e inciou a atividade de jornalista, trabalhando nas revistas literárias "Horas de Arte" e "Fanal", na capital paranaense (Curitiba), e "América Latina", na capital do Brasil (Rio de Janeiro). Ainda no Rio de Janeiro, trabalhou na A República como editor e em 1919, fez parte dos colaboradores que integraram a primeira equipe jornalistica do jornal Gazeta do Povo.
Ingressou na Associação Paranaense da Imprensa, onde tornou-se presidente e engajando-se nas disputas políticas da época, apoiando a Revolução de 1930 e ajudou a criar a Confederação dos Tinguis (partido político paranaense fundado em 15 de novembro de 1932 com o principal objetivo de combater o ambiente de desprestígio em que se encontravam os valores paranaenses e de apoiar os princípios da Revolução de 1930), onde foi secretário-geral da diretoria.
Foi neste ambiente que candidatou-se para o cargo de deputado estadual no pleito de outubro de 1934, sendo eleito. Tomou posse em 1935 e com a golpe do Estado Novo, perdeu o mandato.
Com o retorno da democracia, filiou-se ao Partido Social Democrático e concorreu a uma vaga para Assembléia Nacional Constituinte em 1945. Não obteve votos para o cargo, ficando com a primeira suplência. Foi efetiva como deputado federal em 28 de outubro de 1946, com a desistência de José Munhoz de Melo, que foi indicado para o Tribunal de Justiça do Paraná.
Como deputado federal, exerceu o mandato até a sua morte, ocorrida em 28 de fevereiro de 1948.
Também  exerceu o cargo de desembargador de Justiça do Estado do Paraná.